# Pedro Nuño
Pedro Nuño Rosas (La Experiencia, Jalisco; 16 de diciembre de 1931), más conocido como El Chato Nuño, fue un futbolista mexicano que jugaba en la posición de defensa lateral derecho. Jugó en la época del Campeonísimo con el Club Deportivo Guadalajara. Fue parte fundamental en el primer par de campeonatos logrados por el CD Guadalajara (1957, 1959), también participando en el tercero de 1960.
Empezó a jugar en las infantiles del Club Deportivo Imperio, un equipo de La Experiencia en el que también participaron José Villegas y Raúl Arellano, llegó a jugar en la Juvenil Especial de Primera, y fue ahí cuando lo llamaron a la Selección Jalisco en 1951. 
Debutó con el Club Deportivo Guadalajara en la temporada 1951-52 en un partido contra el Atlante, fue traído por el entrenador argentino José María Casullo. Se enroló con el Guadalajara apenas a sus dieciséis años de edad y fue jugador de Chivas por espacio de 10 años, después fue vendido al Nacional de Guadalajara, equipo con el que lograría ascender a primera división en 1960, después jugó con La Piedad y se retiraría, estando un tiempo como entrenador aunque por recomendación médica dejaría ese cargo.

## Clubes
| Club        | País   | Año         |
| ----------- | ------ | ----------- |
| Guadalajara | México | 1951 - 1960 |
| Nacional    | México | 1960 - 1961 |
| La Piedad   | México | 1962 - 1963 |

## Palmarés

### Campeonatos regionales
| Título                   | Club                       | País   | Año  |
| ------------------------ | -------------------------- | ------ | ---- |
| Copa de Oro de Occidente | Club Deportivo Guadalajara | México | 1954 |
| Copa de Oro de Occidente | Club Deportivo Guadalajara | México | 1955 |
| Copa de Oro de Occidente | Club Deportivo Guadalajara | México | 1956 |
| Copa de Oro de Occidente | Club Deportivo Guadalajara | México | 1960 |

### Campeonatos nacionales
| Título                    | Club                       | País   | Año     |
| ------------------------- | -------------------------- | ------ | ------- |
| Primera división mexicana | Club Deportivo Guadalajara | México | 1956/57 |
| Campeón de Campeones      | Club Deportivo Guadalajara | México | 1957    |
| Primera división mexicana | Club Deportivo Guadalajara | México | 1958/59 |
| Campeón de Campeones      | Club Deportivo Guadalajara | México | 1959    |
| Primera división mexicana | Club Deportivo Guadalajara | México | 1959/60 |
| Campeón de Campeones      | Club Deportivo Guadalajara | México | 1960    |
| Segunda división mexicana | Nacional                   | México | 1960/61 |